# فزر أيبيري
فزر أيبيري[بحاجة لمصدر] (الاسم العلمي:Sideritis x iberica) هو نوع هجين من النباتات يتبع جنس الفزر من الفصيلة الشفوية.